# الکویره
الکویره (به فرانسوی: Lagouira) یک منطقهٔ مسکونی پیشین در مراکش است که در صحرای غربی واقع شده‌است. الکویره ۸۷٫۸ کیلومتر مربع مساحت و ۳٬۷۲۶ نفر جمعیت دارد.

## خواهرخوانده
شهرهای آلمانسا، ال پوئرتو د سانتا ماریا، لگانس، گوآدیکس، پیتلیو و کرویینت خواهرخوانده‌های الکویره هستند.